# Luiz Pardal
Luiz Pereira de Moraes Filho, mais conhecido como Luiz Pardal, é um músico multi-instrumentista, diretor musical, compositor e arranjador brasileiro, professor da Escola de Música da Universidade Federal do Pará e autor de diversas obras musicais de caráter erudito, popular e técnico (trilhas sonoras para tv e cinema). É de sua autoria a melodia do Hino de Belém, pelo qual foi condecorado em 2012 com a medalha alô Castelo Branco.
Lançou, em 2000, um CD de choros pela coleção "Projeto Uirapuru: o canto da Amazônia", da Secretaria de Cultura do Estado do Pará (Secult). Sua obra Suíte para Piano e Orquestra foi gravada pelo pianista Arthur Moreira Lima e pela Orquestra Sinfônica do Teatro da Paz.
Em 2003, Luiz Pardal fez os arranjos do show de Fafá de Belém Canto das Águas, que também dirigiu, em Belém (Pará) e Portugal.
Em 2005, sua obra "Um Réquiem para Waldemar" foi lançada no álbum A Música e o Pará, pela Secult. Como músico, participou, com Guinga e Jane Duboc, no espetáculo Barreiros, de Leila Pinheiro. Nesse ano, como dirigiu um grupo paraense que representou o Pará no Ano Internacional do Brasil na França, em Nancy.
Em 2008, recebeu a comenda da Organização Brasileira dos Veteranos das Nações Unidas e Estados Americanos.
Autor da melodia do Hino de Belém.
Luiz Pardal é membro da Academia Paraense de Música.